# Seiche flamboyante
Ascarosepion pfefferi
Espèce
La seiche flamboyante (Ascarosepion pfefferi) est une espèce de mollusques céphalopodes des eaux tropicales Indo-Pacifique au large de l'Australie du Nord, le sud de la Nouvelle-Guinée, ainsi que de nombreuses îles des Philippines, l'Indonésie et la Malaisie. Cette espèce de seiche est toxique.
Son nom scientifique fait référence au zoologiste allemand Georg Johann Pfeffer qui étudiait principalement les céphalopodes.

## Synonymes
- Metasepia pfefferi (Hoyle, 1885)
- Metasepia pfefferi laxior Iredale, 1926
- Metasepia pfefferi wanda Iredale, 1954
- Sepia (Metasepia) pfefferi Hoyle, 1885

## Description
La seiche flamboyante est une espèce robuste, avec un manteau très large, de forme ovale. Elle mesure 6 ou 7 cm. Les bras sont larges et comme des lames, avec une paire des bras plus courtes que les autres. Les membranes de protection sont étroites chez les deux sexes. Les ventouses sont disposées en quatre rangées. Le bras modifié du mâle pour la fertilisation, appelé hectocotyle, se situe sur le bras ventral gauche.
Cette espèce de seiche est la seule à être capable de marcher sur le plancher océanique en utilisant ses tentacules (bras). En raison de la petite taille de son os de seiche, elle peut flotter seulement pendant une courte durée.

## Habitat et biologie
La seiche flamboyante vit sur les fonds sableux à des profondeurs allant de 3 à 86 m. Durant la journée, elle est active et chasse des poissons et des crustacés. Elle utilise un camouflage complexe et varié pour traquer sa proie. La couleur de base de cette espèce est brun foncé. Les individus qui sont dérangés ou agressés peuvent changer rapidement de couleur pour un modèle de noir, de brun foncé et blanc, avec des taches jaunes sur le manteau, les bras et les yeux. Les bras présentent souvent une coloration rouge vif pour repousser les prédateurs. La seiche flamboyante utilise deux de ses bras pour marcher sur le fond marin tout en agitant rythmiquement ses larges membranes de protection sur les bras. Les scientifiques suggèrent que ce comportement sert à avertir les prédateurs de sa toxicité. En effet, la chair de cette seiche est toxique, elle contient une toxine unique.

## Reproduction
La copulation se produit en face-à-face, le mâle insérant un spermatophore dans une poche sur la face inférieure du manteau de la femelle. La femelle fertilise ses œufs avec le sperme. Les œufs sont pondus individuellement et placés par la femelle dans des crevasses ou des rebords de corail, de roches ou de bois. Dans un cas, environ une douzaine d'œufs ont été trouvés placés sous une demi-noix de coco renversée. Ainsi, les œufs ont été protégés des prédateurs.
Les œufs fraîchement pondus sont blancs, mais deviennent translucides avec le temps, rendant l'embryon clairement visible. Dès la naissance, les jeunes sont capables d'utiliser leur camouflage.

## Relation avec l'homme
Un rapport de toxicologie a découvert et confirmé que les tissus musculaires de la seiche flamboyante sont hautement toxiques, ce qui en fait le troisième céphalopode toxique et l'unique seiche toxique. Les recherches menées par Mark Norman avec le Museum Victoria dans le Queensland, en Australie ont montré que sa toxine est aussi meurtrière que celle des pieuvres à anneaux bleus.
La seiche flamboyante ne représente aucun intérêt pour la pêche pour la raison citée ci-dessus. Si son offre était stable, les couleurs spectaculaires et le comportement de cette espèce en feraient un excellent candidat pour la maintenance en aquarium privé.

## Galerie

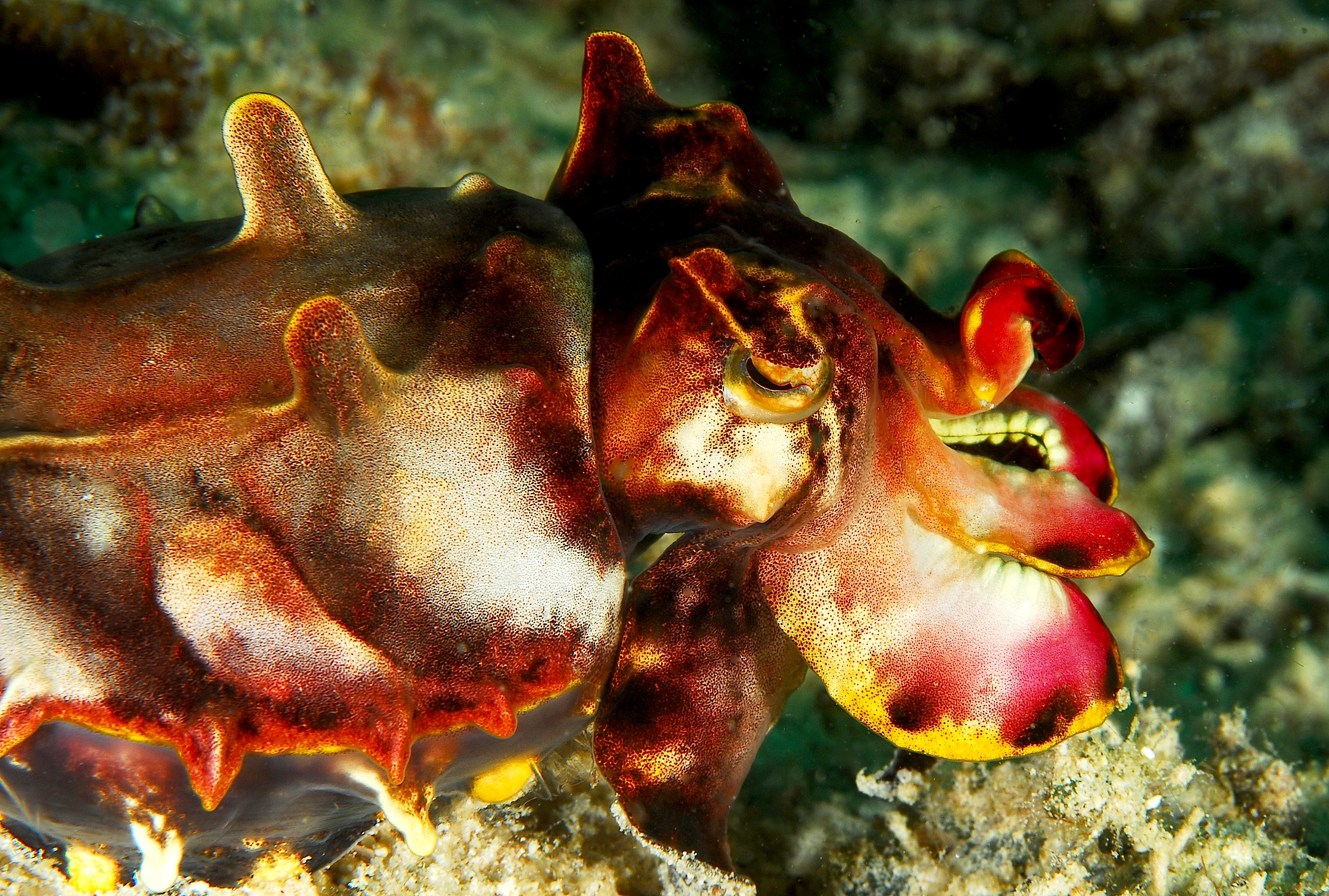
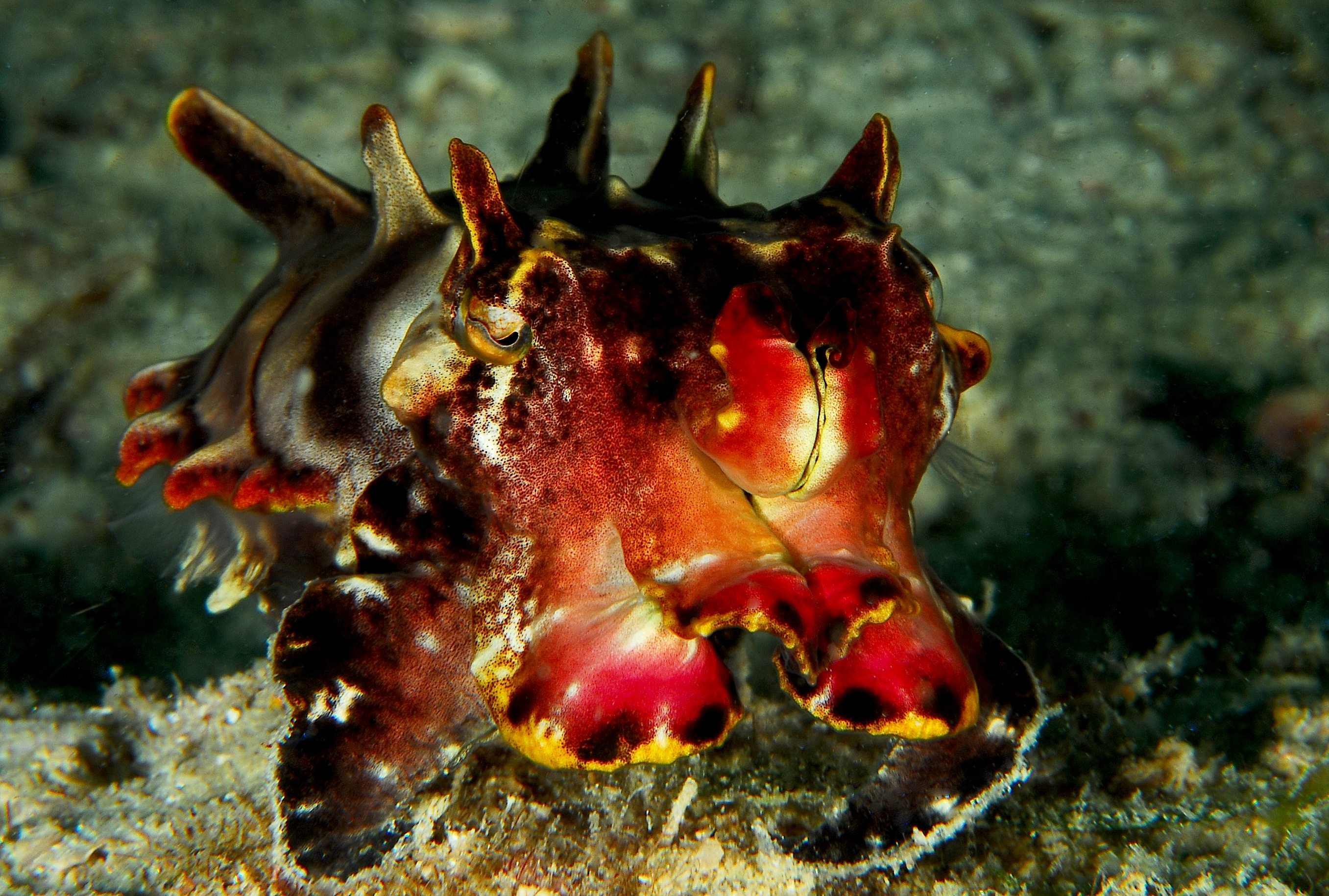
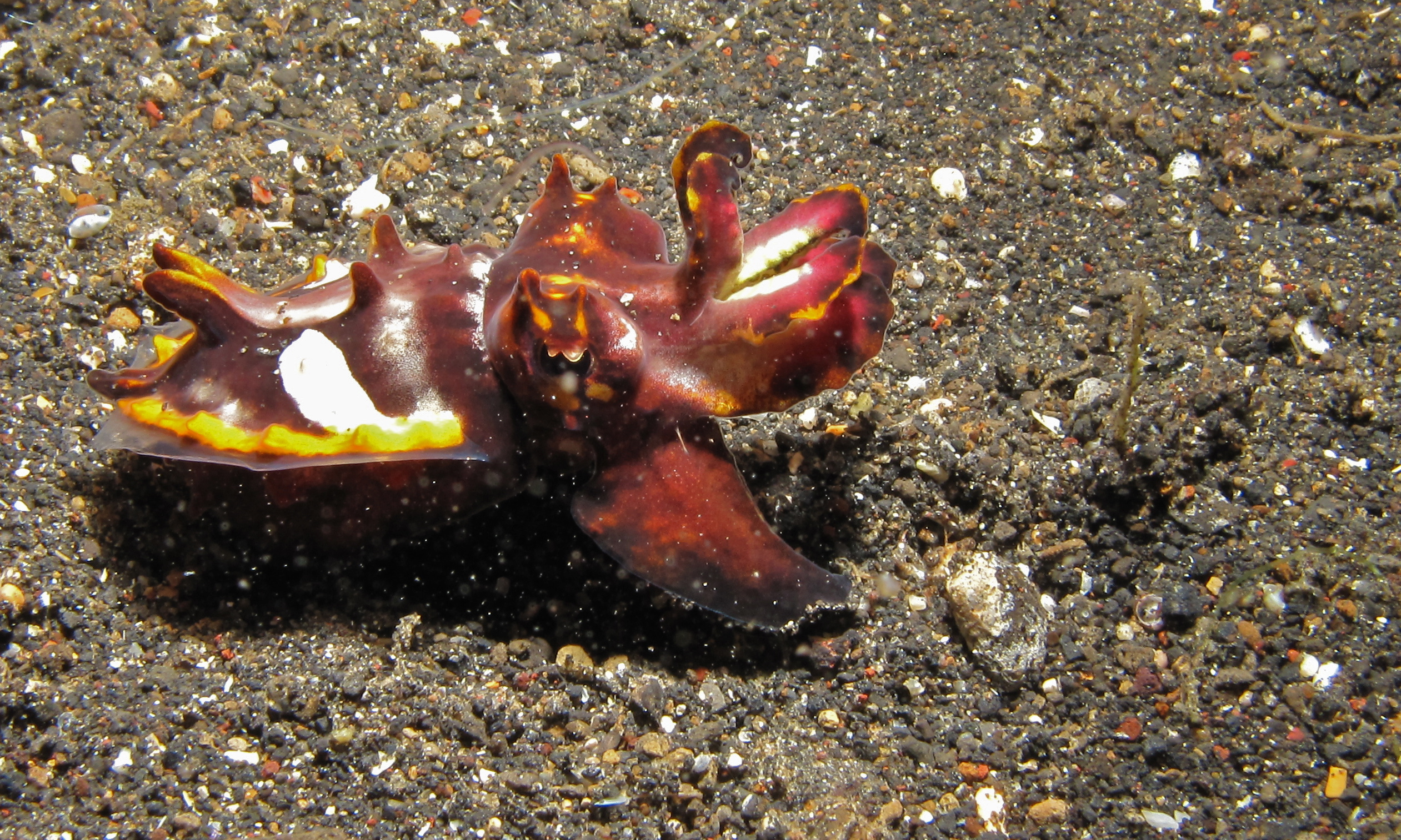
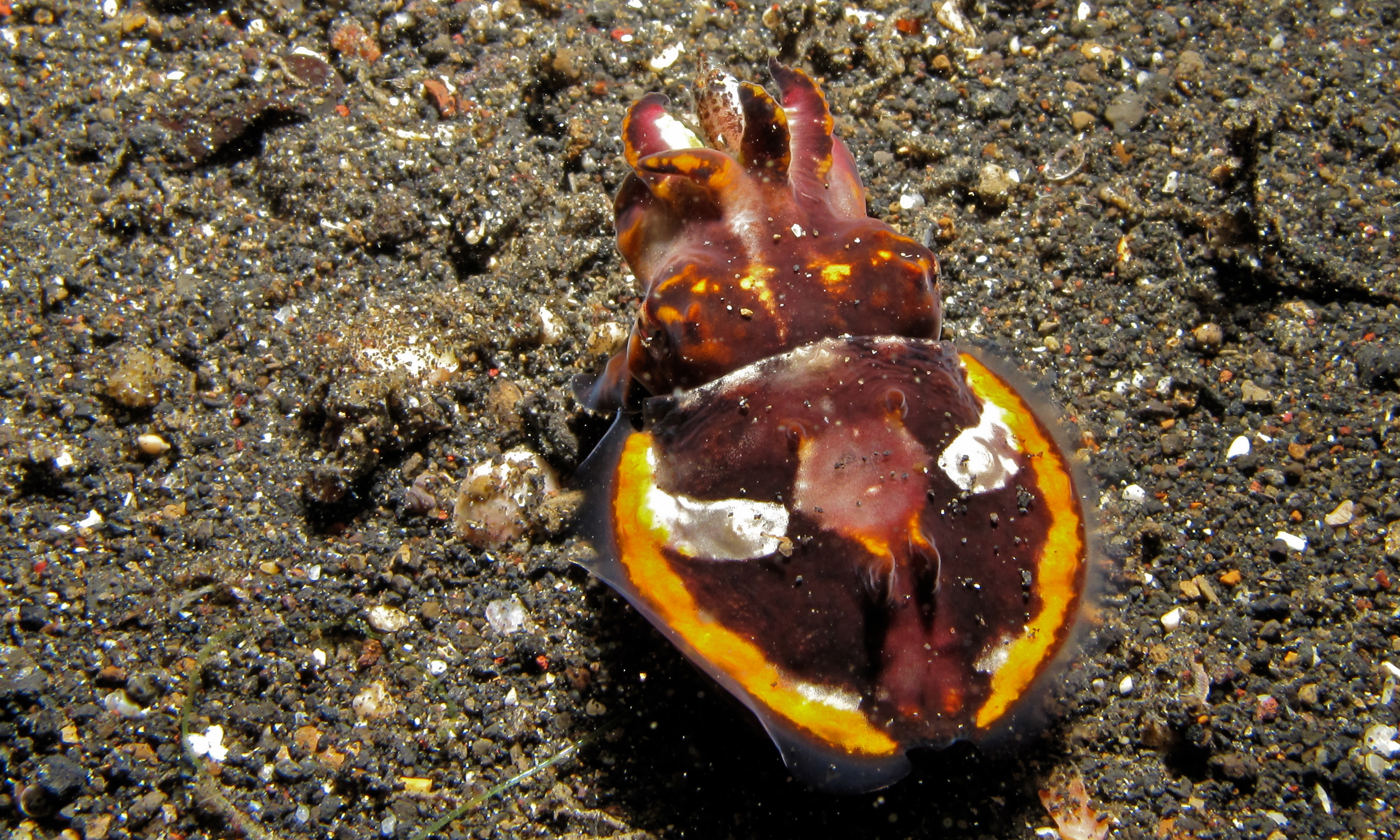
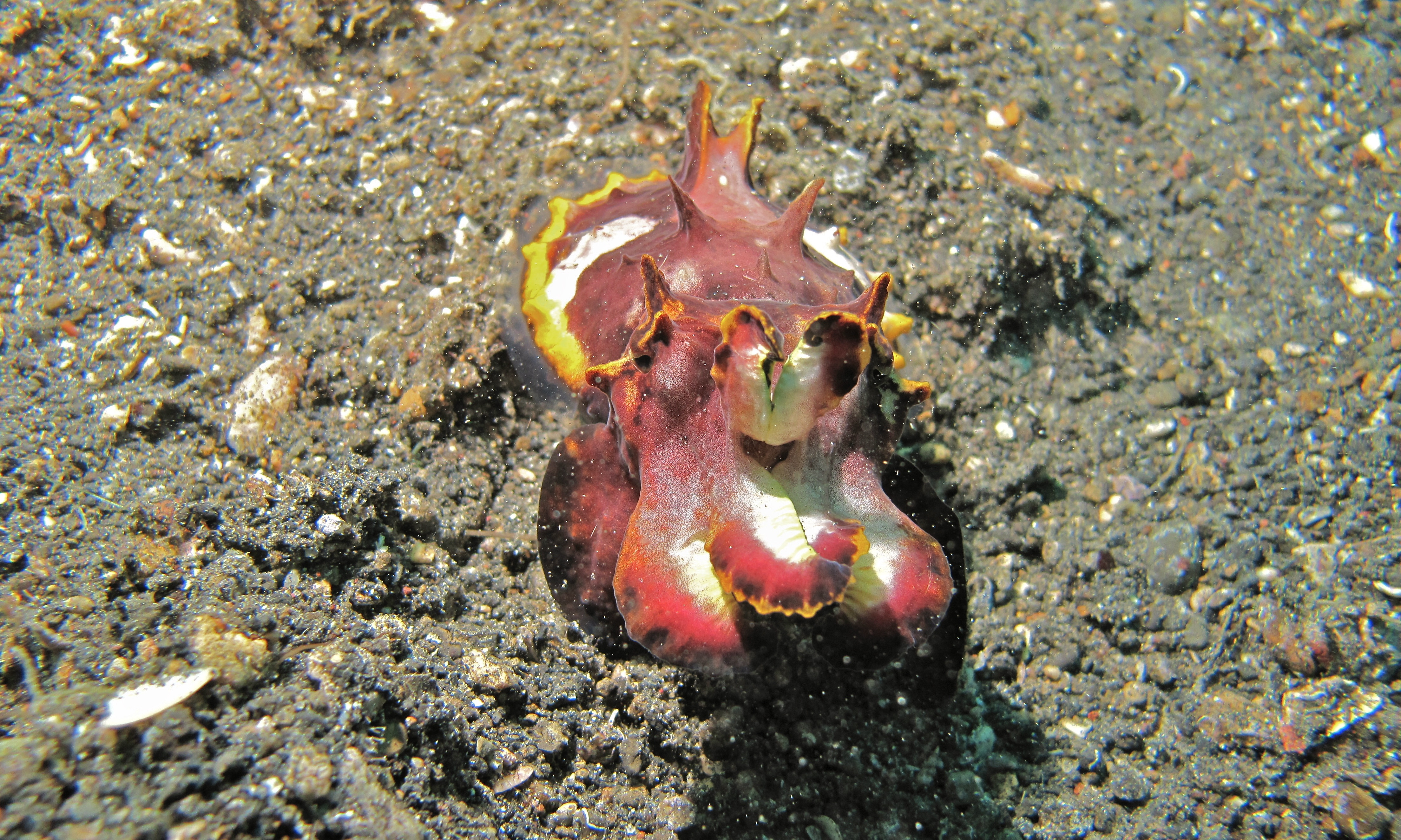

#### Vidéos
- [vidéo] Une seiche flamboyante nageant dans son milieu naturel
- [vidéo] Une seiche flamboyante marchant dans son milieu naturel